# Cinarizină
Cinarizina este un antihistaminic H1 și un blocant al canalelor de calciu derivat de piperazină, fiind utilizată în tratamentul răului de mișcare, amețelilor și al vertijului. Mai este utilizată în boli vasculare periferice (cu claudicație intermitentă și extremități reci) și în tulburări vasospastice.
A fost sintetizată pentru prima oară de Janssen Pharmaceutica în anul 1955.

## Utilizări medicale
Cinarizina este utilizată ca tratament în:
- senzația de vomă din răul de mișcare[11] sau produsă de chimioterapice[12]
- vertij[13]
- boli cardiovasculare periferice[10]
- boala Ménière[14]